# Караново (культура)

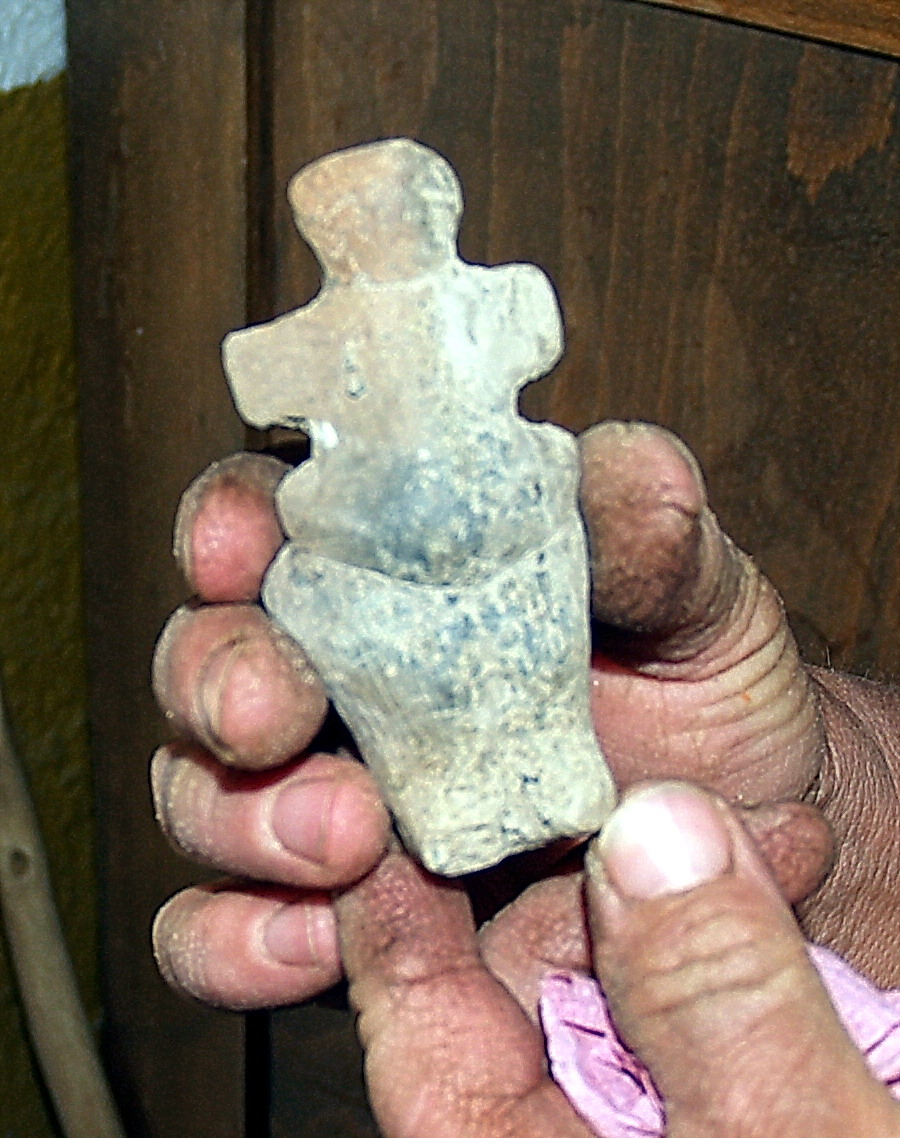

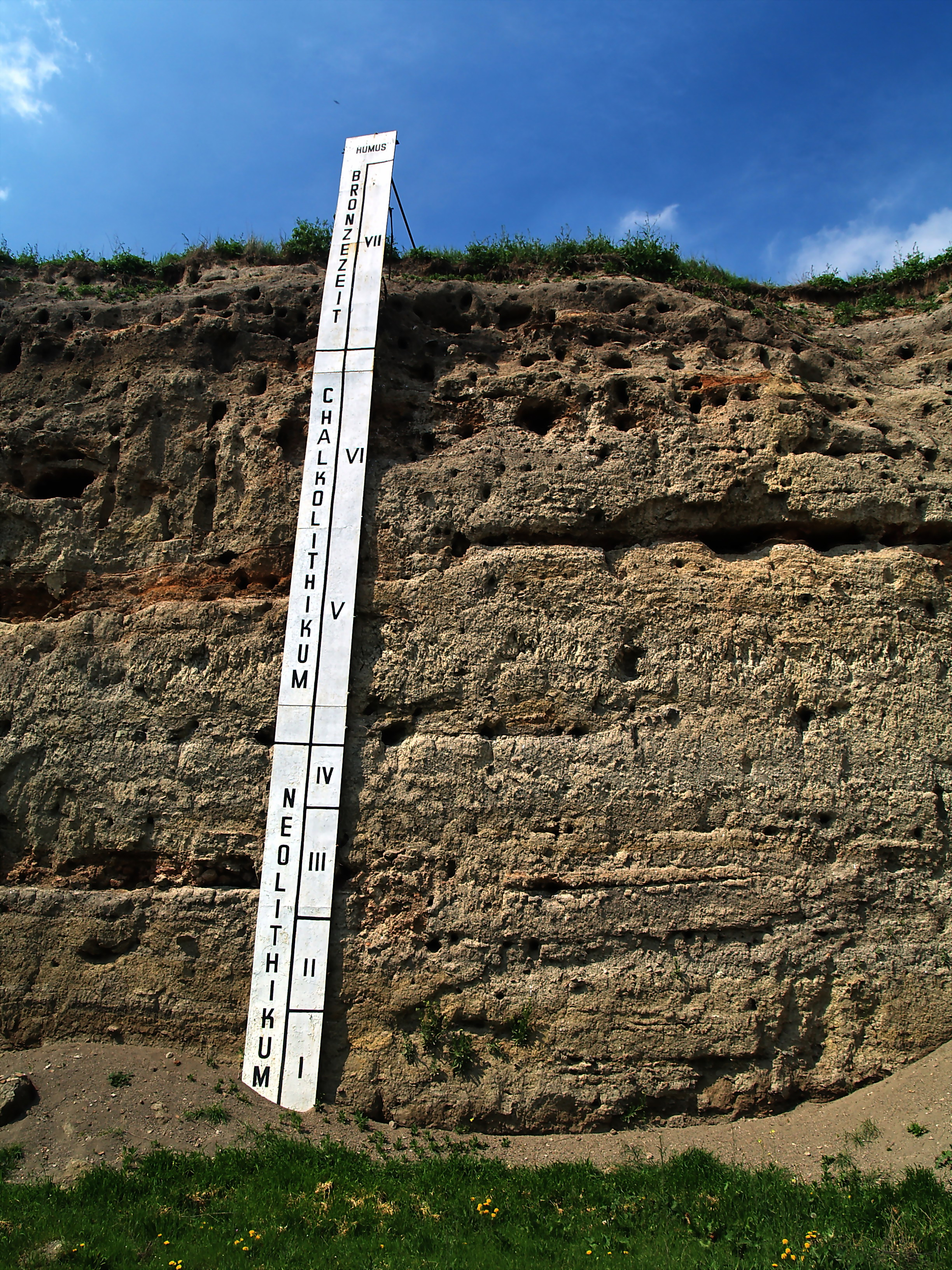
Стратиграфія Караново

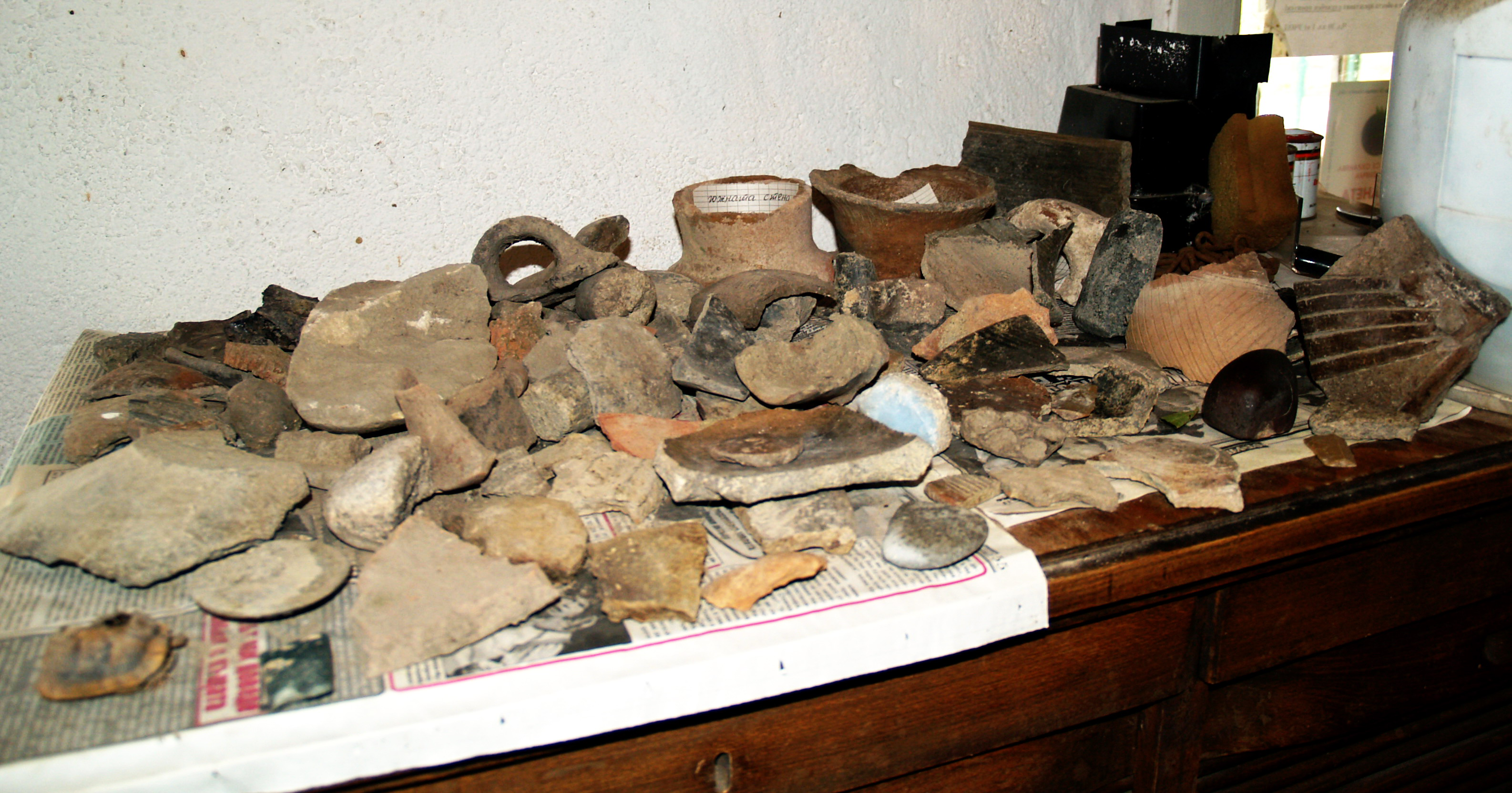
Артефакти розкопок

Культура Караново — культура епохи неоліту, 6200—5500 рр. до н. е. Археологічний пам'ятник Караново є селищем на вершині пагорба з 18 будинків, у котрих могло мешкати до 100 осіб . Селище було постійно заселене з початку VII й до початку II тисячоліття до н. е.
Культурні шари в Караново використовуються як основа датування доісторичних Балкан. Аналогічні за культурним характеристикам поселення існували на території сусідньої Анатолії — зокрема, Ходжа-Чешме.
До пізнього періоду існування культури Караново (період Караново III—IV) відноситься протоміського поселення що розкопується з 2005 року Провадія-Солніцата — великий центр виробництва кухонної солі (тут знайдені найдавніші солеварні на території Європи і Передньої Азії).